# Solanum arachnidanthum
Solanum arachnidanthum är en potatisväxtart som beskrevs av Henry Hurd Rusby. Solanum arachnidanthum ingår i släktet skattor som ingår i familjen potatisväxter. Inga underarter finns listade i Catalogue of Life.